# 沖縄県立農業大学校

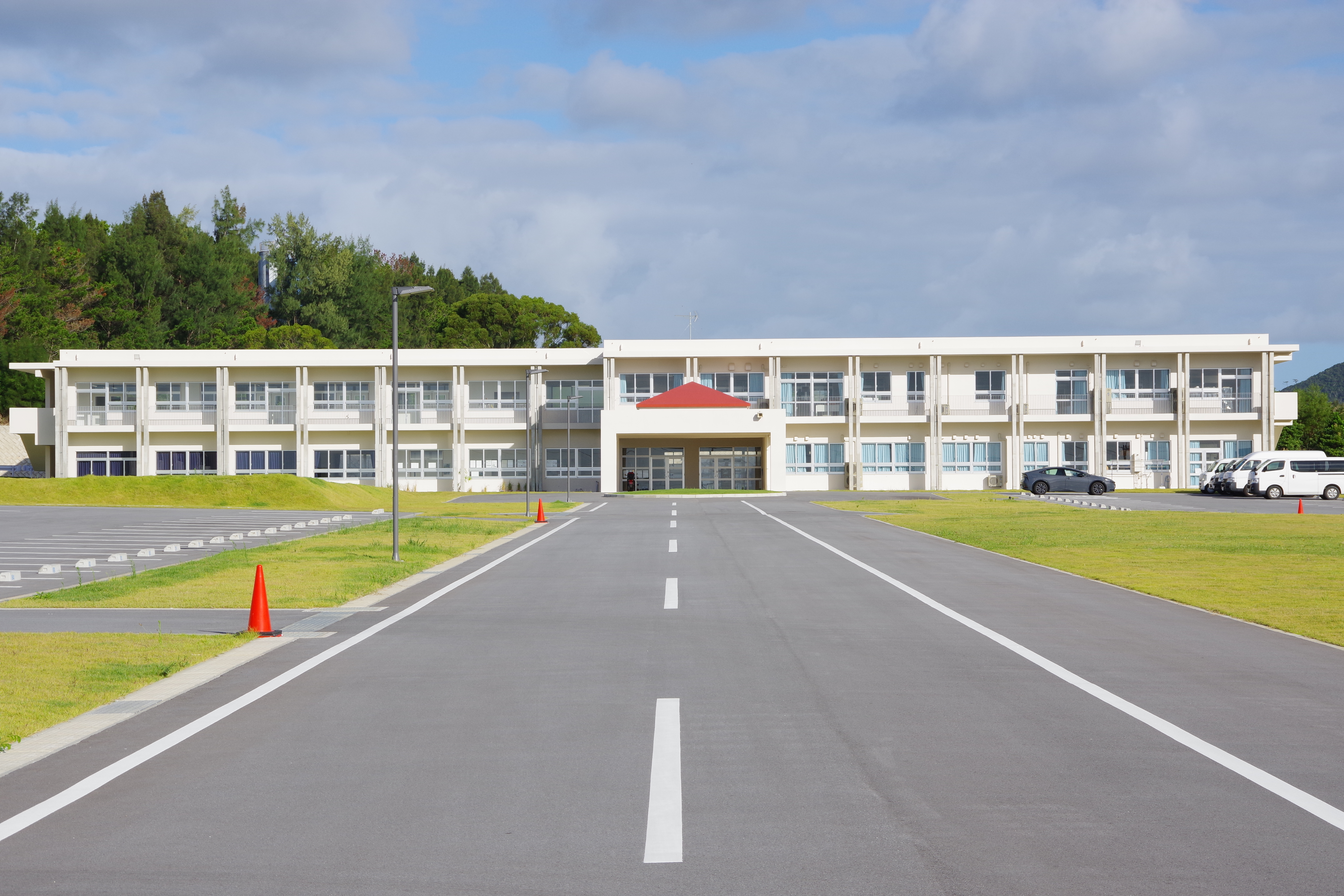
沖縄県立農業大学校

沖縄県立農業大学校（おきなわけんりつのうぎょうだいがっこう）は、沖縄県国頭郡宜野座村松田にある農業大学校。2024年（令和6年）4月16日に名護市大北から移転した。

## 概要
1975年（昭和50年）に沖縄県立農業研修センターとして開設された。
1979年（昭和54年）には農業改良助長法に基づく農業者研修教育施設となり名称を沖縄県立農業大学校とした。
しかし、設立から約48年が経過して老朽化したため、名護市から宜野座村に施設を移転して分散している施設等も一元的に配置することになった。2024年（令和6年）4月16日に宜野座村松田に移転して開校式が開かれた。

## 設置課程
- 本科（2年）[3]
  - 園芸課程
    - 野菜専攻
    - 花き専攻
    - 果樹専攻

  - 畜産課程
    - 肉用牛専攻
- 短期養成科（1年）[3]
  - 専門課程と専攻は本科と同じ。

## 所在地
- 沖縄県国頭郡宜野座村字松田2982-24[4]